# Памела (шляпка)

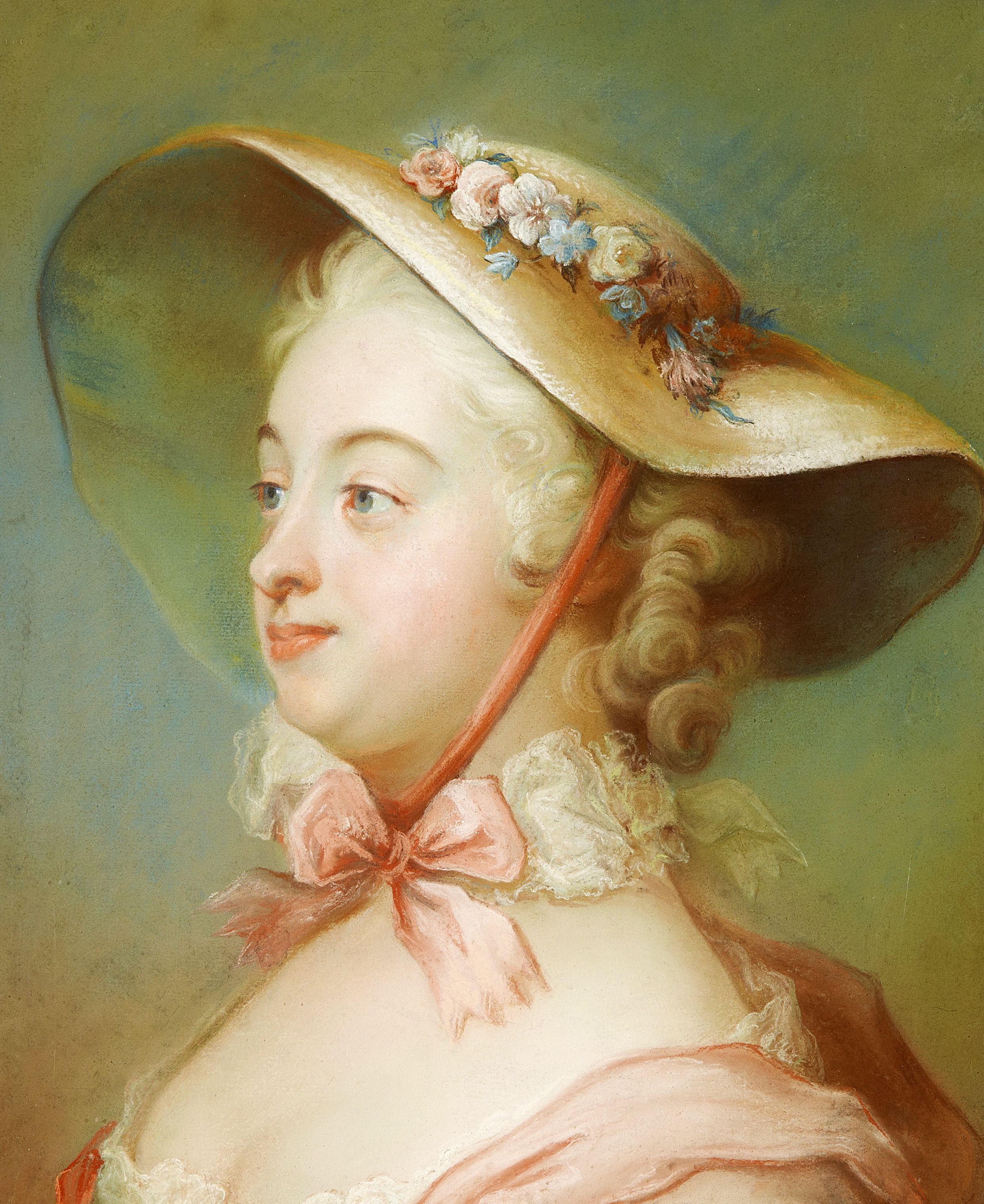
Густаф Лундберг — Портрет Юлианы Доротеи Хенк, в замужестве Шрёдер (ок. 1750)

Паме́ла — соломенная шляпа с высокой тульёй и большим количеством цветов и колосьев, которую носили женщины всех сфер деятельности поверх чепца на открытом воздухе.

## Название
Существующий фасон соломенной шляпки получил название в честь главной героини эпистолярного романа Сэмюэля Ричардсона «Памела, или Вознаграждённая добродетель» (1740), что является примером феномена «обратного просачивания» в моде. Владелица подобной шляпки показывала своё сочувствие добродетельной героине романа, её скромности и сентиментальности. Со временем фасон также получил названия «молочница», «цыганка», которые отсылали к сельским корням шляпки.

## История

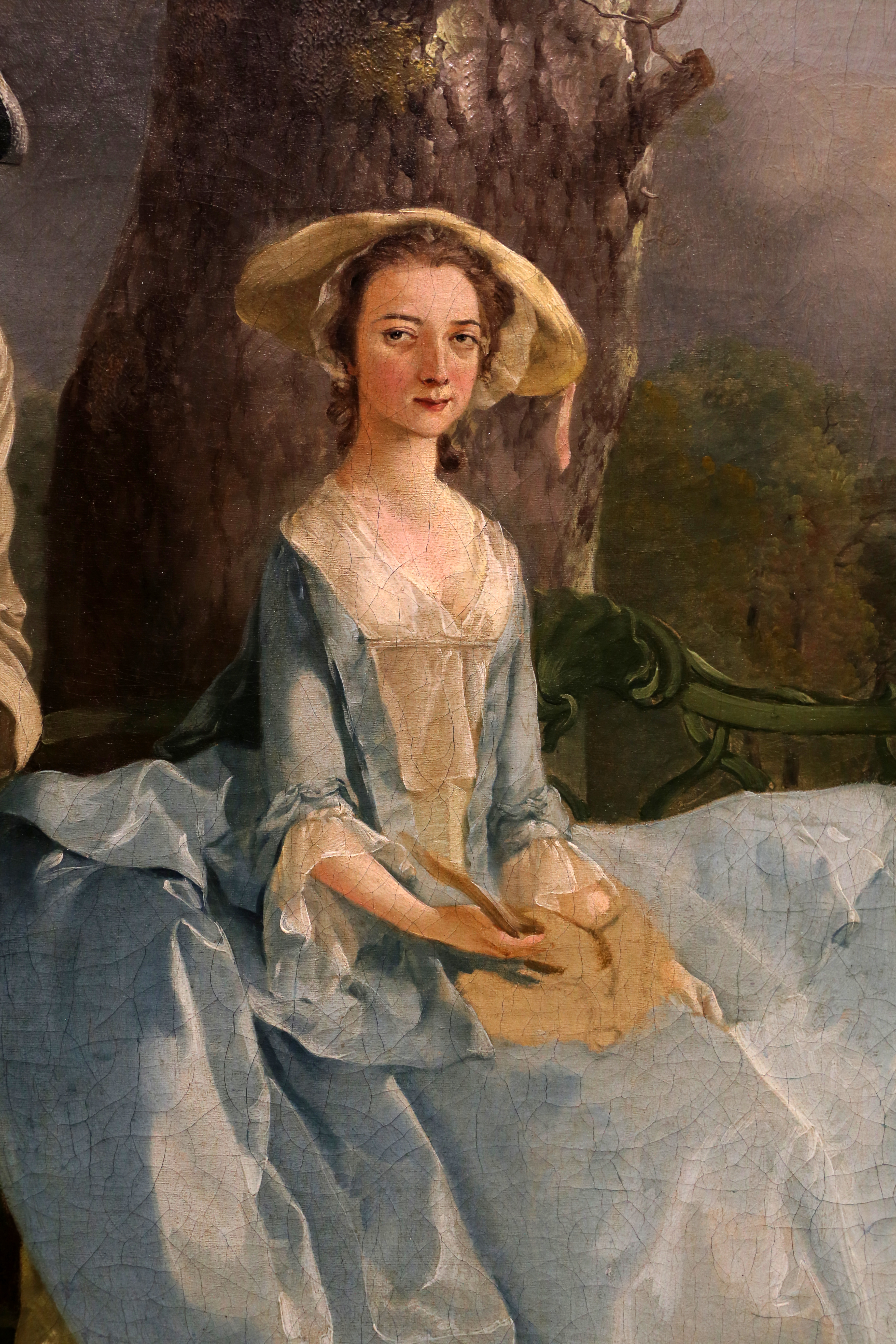
Томас Гейнсборо — «Мистер и миссис Эндрюс» (фрагмент), ок. 1750

В 1793 году французская актриса мадемуазель Ланж появилась в главной роли на сцене в театральной адаптации романа Ричардсона, поставленной Николя-Луи Франсуа де Нёфшато. Героиня носила на голове шляпку а-ля Памела (фр. Chapeau à la Paméla), фасон которой сохранял популярность для неформальной одежды до 1810-х годов. В августе 1815 года английская женская газета «La Belle Assemblée» сообщила, что шляпки а-ля Памела теперь носят на затылке поверх тюля и чепчика.
К 1837 году появились шляпки-«цыганки» с широкими полями и завязанными под подбородком широкими лентами. Вариация «цыганки» с прижатыми лентами к ушам широкими полями называлась «ведьминой шляпой». В 1837 году «цыганки» и «памела» названы отдельными головными уборами. К 1842 году «памела» описывалась как соломенная «шляпка полуцыганка» с лентами и отделялась от «капора памела», сдвинутый назад и открывающий кудри. Такой капор, украшенный лентами и цветами был особо популярен в 1840—1850-е годы.
В мае 1856 года американская женская газета «Godey’s Lady’s Book» описала «памелу» как широкополую плоскую шляпу, украшенную цветами и завязывающуюся под подбородком лентами, подходящую для маленьких девочек. В марте того же года газета назвала «капор памела» последним писком парижской моды. К 1858 году газета указывает, что шляпка-памела подходит только для детей или может надеваться лишь на отдых в комплекте с выходной одеждой. Альтернативное название для шляпки-памелы газета приводит «наездница».
В 1865 году «капор памела» вновь завоевал популярность. В 1870-е годы фасон «Памела» оставлен для загородных поездок и отдыха на побережье. В 1872 году шляпки «цыганка» и «памела» значительно уменьшенные в размере упоминаются, тогда как шляпки «цыганки» покрупнее известны как «Долли Варден».

## Галерея

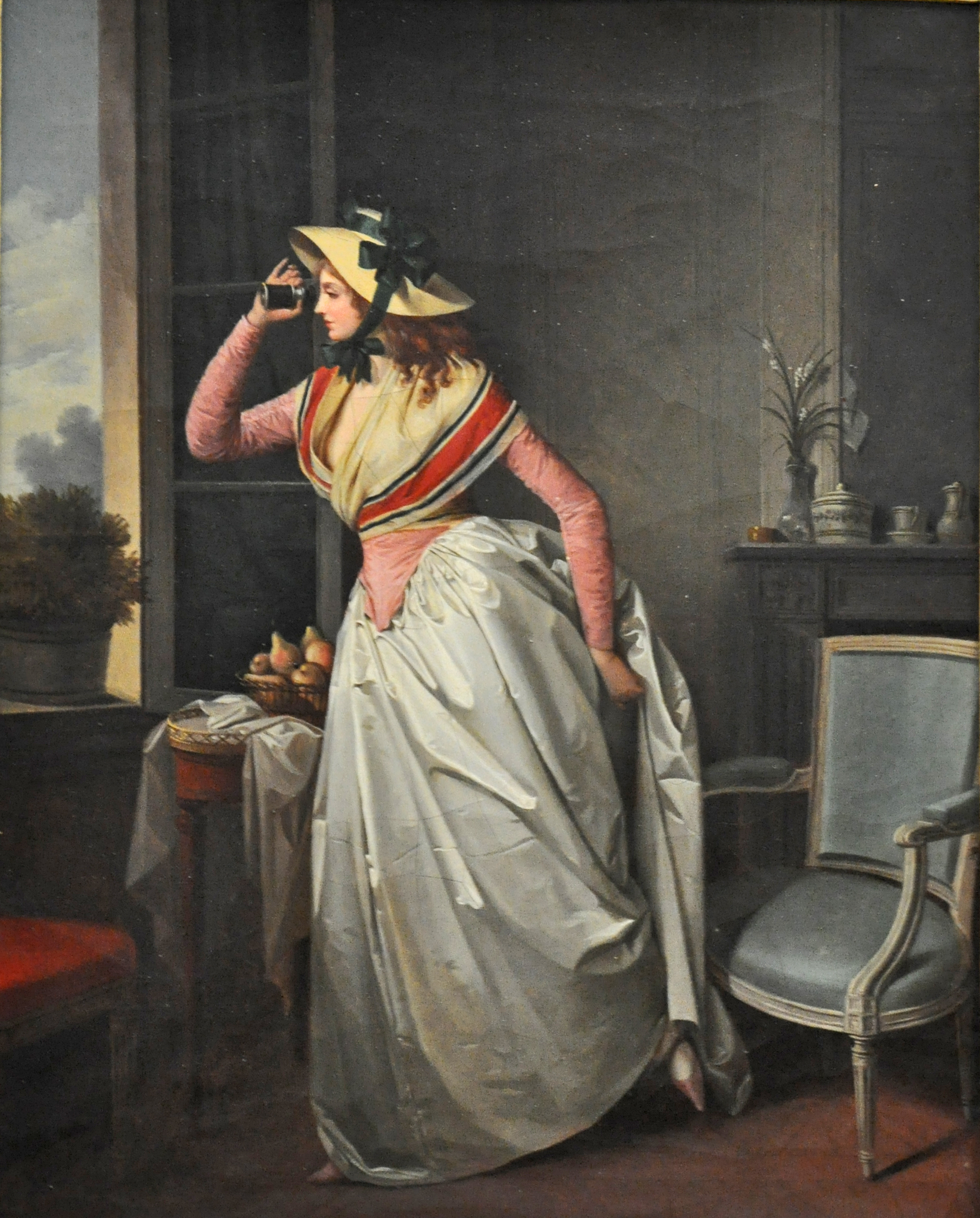
Анри Николя ван Горп — Женщина с биноклем, конец XVIII века
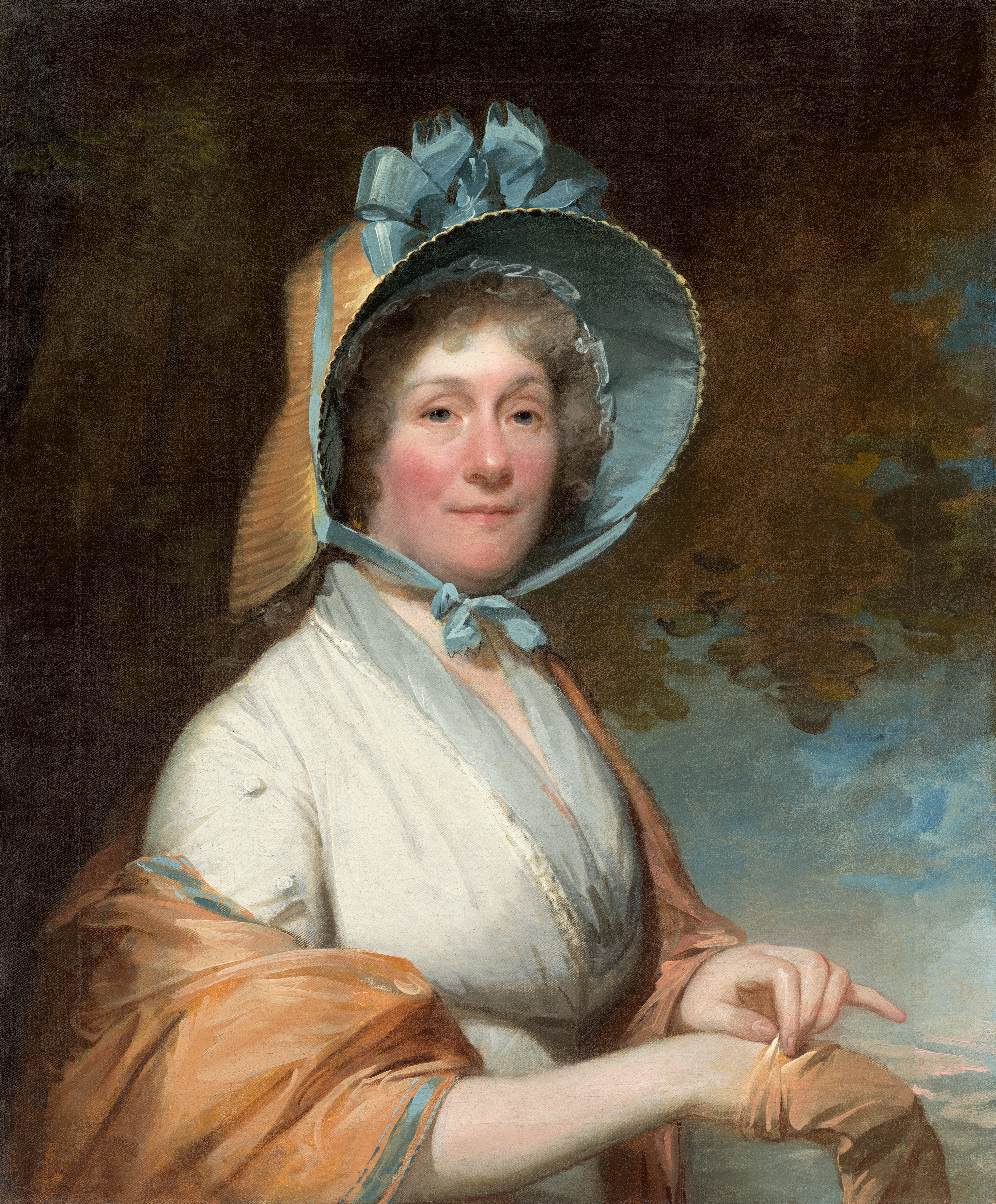
Гилберт Стюарт — Генриетта Маршан-Листон (1800)
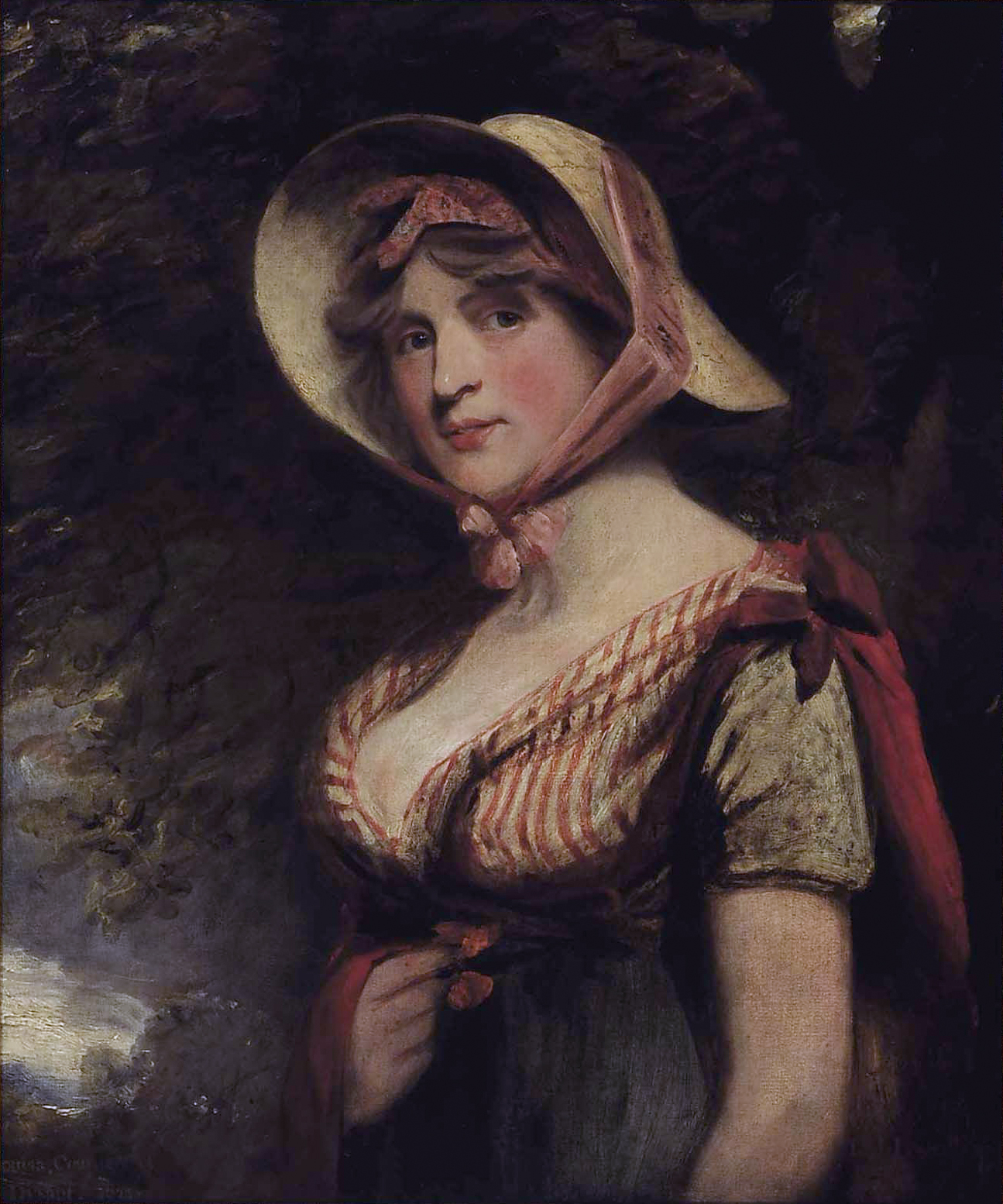
Джон Хопнер — Леди Луиза Меннерс, графиня Дайзерт (1821)
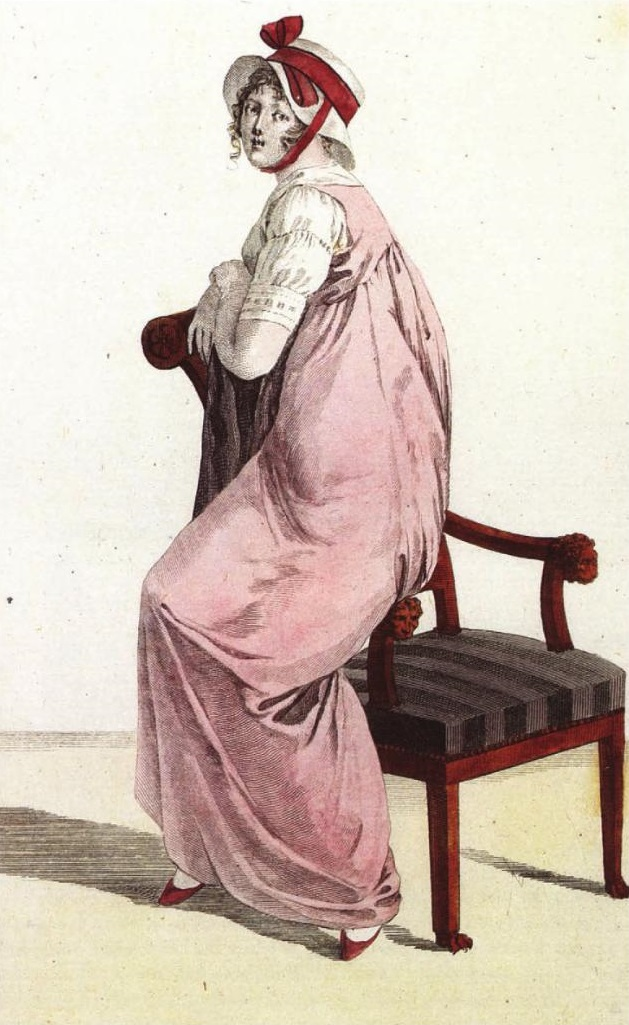
1801—1802 годы
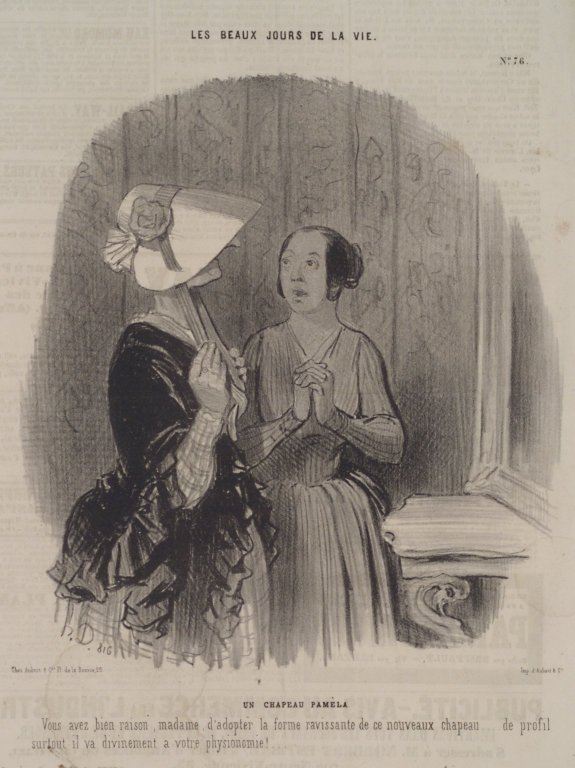
Карикатура Оноре Домье 1845 года